# Obrium filicorne
Obrium filicorne là một loài bọ cánh cứng trong họ Cerambycidae.